# Accord international sur le cacao
L'Accord international sur le cacao, signé en 1973 sous l'égide de l'ONU, est un des grands Accords internationaux de produits signés au XXe siècle dans le domaine des matières premières et visant à la stabilisation des cours mondiaux.

## Histoire
Le 8 septembre 1930, un congrès international de fabricants créé "l'Office international des fabricants de chocolat et de cacao", organisation privée, basée à Bruxelles, qui rassemble les associations nationales de vingt-cinq pays, en majorité développés, ainsi que des fabricants individuels dans huit États.
Au Ghana britannique, le ministère de l'Alimentation établit en 1939 un contrôle gouvernemental sur le marché du cacao, confié en août 1940 au "West African Cocoa Control Board", chargé des transactions sur le cacao avec pour seul client anglais le ministère de l'alimentation. À la fin du conflit mondial, le système sera remplacé par un "Marketing Board" dont les agents seront les firmes négociantes. C'est l'une des premières tentatives visant à assurer un revenu garanti aux producteurs.
Le système de contrôle gouvernemental sera généralisé au Ghana dans les années 1945-1950, car la baisse de la production mondiale provoquée par diverses maladies des cacaoyers et la relance de la demande suscite quelques inquiétudes. De fait, le prix moyen du cacao qui était en 1932-1937 de 4,4 cents la livre atteint 40 cents en 1947. En 1962 est signé l'Accord international sur le café, pour une période de cinq, dont de nouvelles versions seront signées en 1968, 1976, 1983, 1994, 2001 et  2007.
La première conférence des Nations unies a lieu à la demande du Groupe d'étude du cacao de la FAO, du 26 septembre au 24 octobre 1963, pour étudier l'imposition de quotas de vente (variables) aux pays produisant plus de 10 000 tonnes  de cacao par an, sauf ceux produisant la meilleure qualité, la fixation d'un prix international et la création d'un fonds financé par les exportateurs pour aider les pays producteurs à supporter la charge des stocks qu'impliquait automatiquement le respect des quotas. Des profondes divergences sur le problème des prix et celui des quotas, empêchent d'aboutir. Toujours en 1963, 75 pays d’Afrique, d’Asie et d’Amérique latine, appellent au lancement d'un organisme destiné à aider les pays en développement à tirer le meilleur parti des possibilités de commerce, d’investissement et de développement qui s’offrent à eux, et à s’intégrer de façon équitable dans l’économie mondiale.
 La CNUCED voit ainsi le jour l'année suivante (en 1964).
L'ICCO a été créée en 1973 à Londres pour mettre en œuvre le premier accord international sur le cacao. Son équivalent pour le café, l'OIC avait été établie en 1963 lors du premier Accord international sur le café. En avril 2017 est décidée l'installation du siège de l'ICCO à Abidjan, afin de permettre de mieux appréhender les questions liées au cacao et de favoriser une meilleure intervention auprès des producteurs.